# Felix Zwayer
Felix Zwayer (Berlino Ovest, 19 maggio 1981) è un arbitro di calcio tedesco.

## Carriera
Arbitro per la DFB dal 2004, dopo il classico iter nei campionati minori tedeschi, raggiunge la 2.Bundesliga nel 2007 e la massima divisione nel 2009. Degno di nota è il suo coinvolgimento nello scandalo che ha visto come protagonista soprattutto il suo collega Robert Hoyzer. Ha arbitrato insieme a Hoyzer in una partita del 2004 e ha accettato 300 euro per favorire il Wuppertal SV. Nel gennaio 2005 è stato proprio lui, insieme ad altri tre colleghi, a confessare alla DFB la combine arbitrale gestita da Hoyzer e il suo coinvolgimento. A seguito della sua confessione ha subito una squalifica di 6 mesi, sanzione che però non è stata resa pubblica dalla DFB e che è stata resa nota soltanto grazie ad un'inchiesta giornalistica della Die Zeit diversi anni dopo.
Il 1º gennaio 2012 riceve la nomina FIFA. Il 1º giugno 2012 fa subito il suo esordio da internazionale in una gara tra nazionali maggiori nella partita amichevole, valida come preparazione ad Euro 2012, tra Austria ed Ucraina, terminata 3-2. Dopo alcune apparizioni in turni preliminari di Europa League, nell'ottobre 2012 fa il suo esordio anche nella fase a gironi di tale competizione, dirigendo un match della seconda giornata tra i russi dell'Anži e gli svizzeri dello Young Boys. A livello nazionale ha diretto 137 partite in massima serie tedesca (dato aggiornato al termine della stagione 2017-18). Nel luglio 2013 è selezionato dall'UEFA tra i fischietti per il campionato europeo di calcio Under 19, in programma in Lituania. Il 15 ottobre 2013 ha diretto la gara di qualificazione a Brasile 2014 tra Lituania e Bosnia-Erzegovina, terminata 0-1, partita che ha sancito per la prima volta la qualificazione dei bosniaci alla coppa del mondo.
Nel febbraio 2014 fa il suo esordio nella fase ad eliminazione diretta dell'Europa League, venendo designato per un sedicesimo di finale. Nel marzo 2015 viene resa nota dalla FIFA la sua convocazione al Mondiale Under 20, in programma tra maggio e giugno 2015 in Nuova Zelanda. Nel settembre del 2015 arbitra il suo primo match nella fase a gironi della Champions League: Chelsea-Maccabi Tel Aviv allo Stamford Bridge (4-0) Nel dicembre 2017 è selezionato dalla FIFA in qualità di VAR alla Coppa del mondo per club FIFA 2017, mentre il 30 aprile 2018 viene selezionato ufficialmente in qualità di VAR dalla FIFA per i mondiali di Russia 2018. Il 16 giugno 2023 viene scelto per dirigere la finale della UEFA Nations League 2022-2023 tra Croazia e Spagna. Il 23 aprile 2024 la UEFA lo ha convocato per il campionato d'Europa 2024 in Germania, insieme al collega Daniel Siebert, agli assistenti Stefan Lupp, Marco Achmüller, Jan Seidel e Rafael Foltyn, ed ai VAR Bastian Dankert, Christian Dingert e Marco Fritz.
Il 12 maggio 2025 viene designato per dirigre la finale di UEFA Europa League 2024-2025 tra Tottenham e Manchester Utd.